# Gul långnäbb
Gul långnäbb (Macrosphenus flavicans) är en fågel i familjen afrikanska sångare inom ordningen tättingar. Den förekommer i regnskog i centrala Afrika. Beståndet anses vara livskraftigt.

## Utseende och läte
Gul långnäbb är en udda sångarliknande fågel med lång näbb och gula ögon. Ovansidan är brunaktig, undersidan matt gulfärgad med grått huvud och vitaktig strupe. Den liknar andra långnäbbar, men skiljs åt genom den gula färgen på undersidan. Sången är karakteristisk, en lång serie klara visslande toner som faller i tonhöjd. Mönstret är likt stornäbbad dunrygg och de enskilda tonerna är mycket lika läten från släktet Batis.

## Utbredning och systematik
Gul långnäbb förekommer i centrala Afrika. Den delas in i två underarter med följande utbredning:
- Macrosphenus flavicans flavicans – förekommer från sydöstra Nigeria till Kamerun, Angola och västra Kongo-Kinshasa samt på ön Bioko
- Macrosphenus flavicans hypochondriacus – förekommer i sydöstra Centralafrikanska Republiken, sydvästra Sydsudan, östra Demokratiska republiken Kongo, Uganda och nordvästligaste Tanzania

### Familjetillhörighet
Tidigare placerades krombekarna i den stora familjen Sylviidae, men DNA-studier har avslöjat att denna är parafyletisk gentemot andra fågelfamiljer som lärkor, svalor och bulbyler. Sylviidae har därför delats upp i ett antal mindre familjer, däribland den nyskapade familjen afrikanska sångare där krombekarna ingår, men även långnäbbarna i Macrosphenus samt de udda sångarna damarasångare, mustaschsångare, fynbossångare och stråsångare.

## Levnadssätt
Gul långnäbb hittas i regnskog, där den ses i apr eller i smågrupper i tät växtlighet på medelhög höjd.

## Status och hot
Arten har ett stort utbredningsområde, men tros minska i antal, dock inte tillräckligt kraftigt för att den ska betraktas som hotad. Internationella naturvårdsunionen IUCN listar arten som livskraftig (LC). Världspopulationen har inte uppskattats men den beskrivs som vanlig i stora delar av utbredningsområdet.